# Christiane Hohmann
Christiane Constanze Hohmann (* 10. September 1964 in Potsdam) ist eine deutsche Diplomatin. Seit September 2023 ist sie deutsche Botschafterin in Bagdad (Irak).

## Leben
Hohmann begann nach dem Abitur 1983 in Potsdam ein Studium als Sprachmittlerin für englische und Französische Sprache in Berlin, das sie 1988 abschloss. Im Anschluss war sie von 1988 bis 1991 Forschungsstudentin für Anglistische Literaturwissenschaften, an der Humboldt-Universität zu Berlin und absolvierte daraufhin zwischen 1991 und 1993 den Vorbereitungsdienst für den höheren Auswärtigen Dienst. Nach dessen Abschluss fand sie zunächst Verwendung im Auswärtigen Amt in Berlin sowie von 1994 bis 1997 an der Botschaft in den Vereinigten Staaten. Danach war sie zwischen 1997 und 2000 abermals im Auswärtigen Amt tätig sowie von 2000 bis 2003 Ständige Vertreterin des Botschafters in Kamerun.
Nach einer erneuten Verwendung zwischen 2003 und 2005 im Auswärtigen Amt befand sie sich von 2005 bis 2010 als Austauschbeamtin bei der Europäischen Kommission in Brüssel, wo sie zu den USA, dem Mittleren Osten und Russland arbeitete und nicht zuletzt auch als Pressesprecherin für Außen- und Nachbarschaftspolitik fungierte. Anschließend war sie zwischen 2010 und 2013 erneut an der Botschaft in den USA tätig sowie nach ihrer Rückkehr von 2013 bis 2016 Leiterin eines Referats im Auswärtigen Amt.
2016 löste Christiane Hohmann Christian Hellbach als Botschafterin in Bosnien und Herzegowina ab. Im Juli 2019 wechselte sie als Botschafterin an die Botschaft in Tallinn/Estland. Diesen Posten verließ sie im August 2022 mit dem Antritt ihrer Stelle als EU-Botschafterin und Leiterin der EU-Delegation in Albanien.
Seit September 2023 leitet sie als Botschafterin die deutsche Botschaft Bagdad (Irak).